# N-156
La N-156 es una carretera nacional que connecta la carretera N-II amb l'Aeroport de Girona.
És la carretera nacional més curta.

## Traçat
| Direcció de la Sortida | Carretera que hi enllaça | Km  |
| --- | ------------------------ | --- |
| Vilobí d'Onyar / Barcelona, Girona / Lleida, Riudellots, Cassà, Sant Feliu de Guixols, Platja d'Aro / Via de Servei / Franciac / Pol. industrial | GIV-5341, A-2, C-25      | 0   |
| Barcelona, Girona, França (peatge) / Sta. Coloma de Farners                                                                                      | AP-7, C-25a              | 0.3 |
| Vilobí d'Onyar | GIV-5343                 | 1.3 |
| Aiguaviva | GIV-5331                 | 2   |